# Demografía de la provincia de Guadalajara

Municipios de la provincia de Guadalajara

La provincia de Guadalajara cuenta con una población de 254 308 a fecha de 2018, con una densidad de 20.90 habitantes por kilómetro cuadrado, por debajo de la media nacional (92,02 hab./km²). Por lo tanto, es la 42ª provincia más poblada de España, es decir, una de las menos pobladas del país y la segunda menos poblada de la región, después de Cuenca.
La población más joven de la provincia y de la comunidad autónoma es Villanueva de la Torre, situada a apenas 15 kilómetros de Guadalajara.

## Distribución

Densidad de Castilla-La Mancha. Las zonas más oscuras indican mayor densidad de población. Puede observarse como en la Provincia de Guadalajara, la capital y alrededores concentran la mayor densidad

La población de la provincia de Guadalajara está distribuida irregularmente, situándose principalmente la ciudad de Guadalajara y alrededores, así como municipios pertenecientes al Corredor del Henares. En la comarca de la Serranía de Guadalajara o el Señorío de Molina-Alto Tajo, la densidad de población es muy baja, al contrario de las otras comarcas, La Alcarria y la Campiña del Henares.

## Evolución
| Gráfica de evolución demográfica de Demografía de la provincia de Guadalajara entre 1986 y 2018 |
|                                                                                                 |
| Según los censos de población del INE.                                                          |

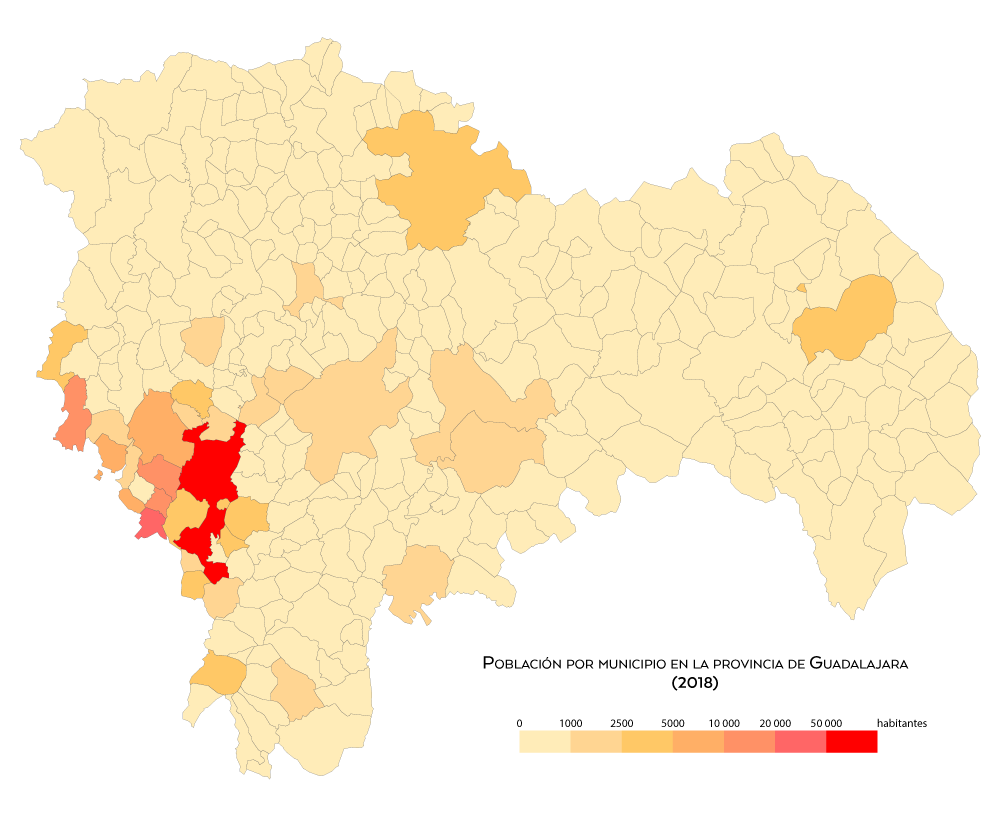
Población por municipio en 2018.
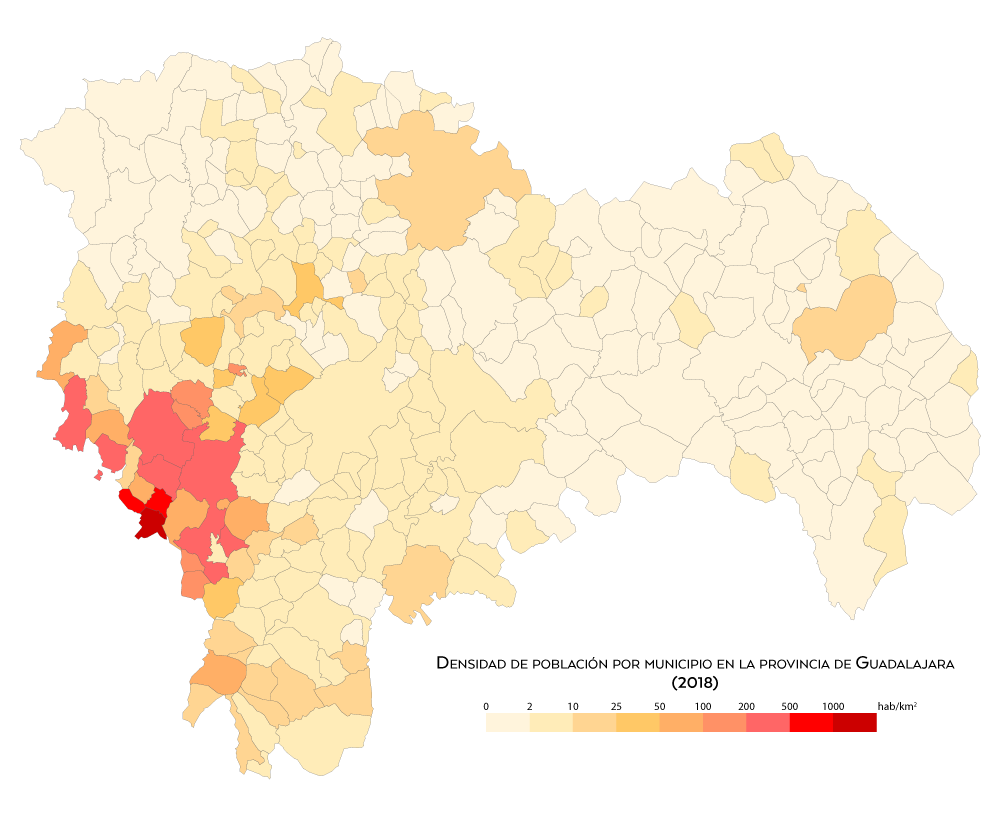
Densidad de población por municipio en 2018.
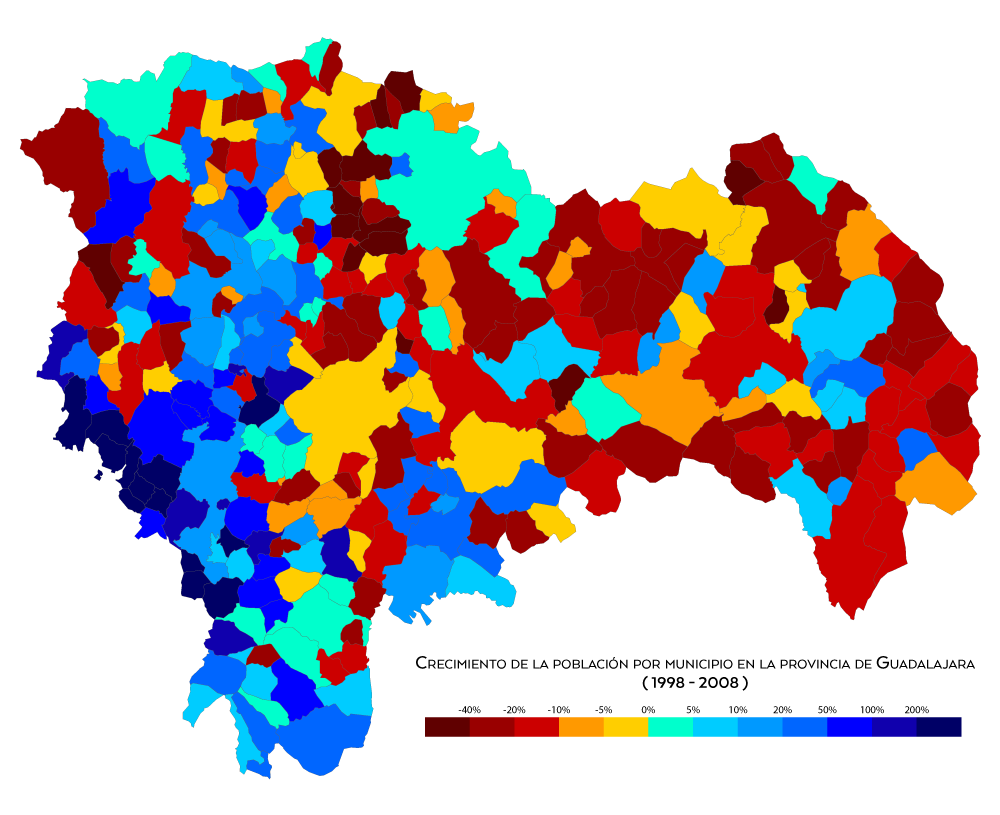
Crecimiento de la población por municipio entre 1998 y 2008.
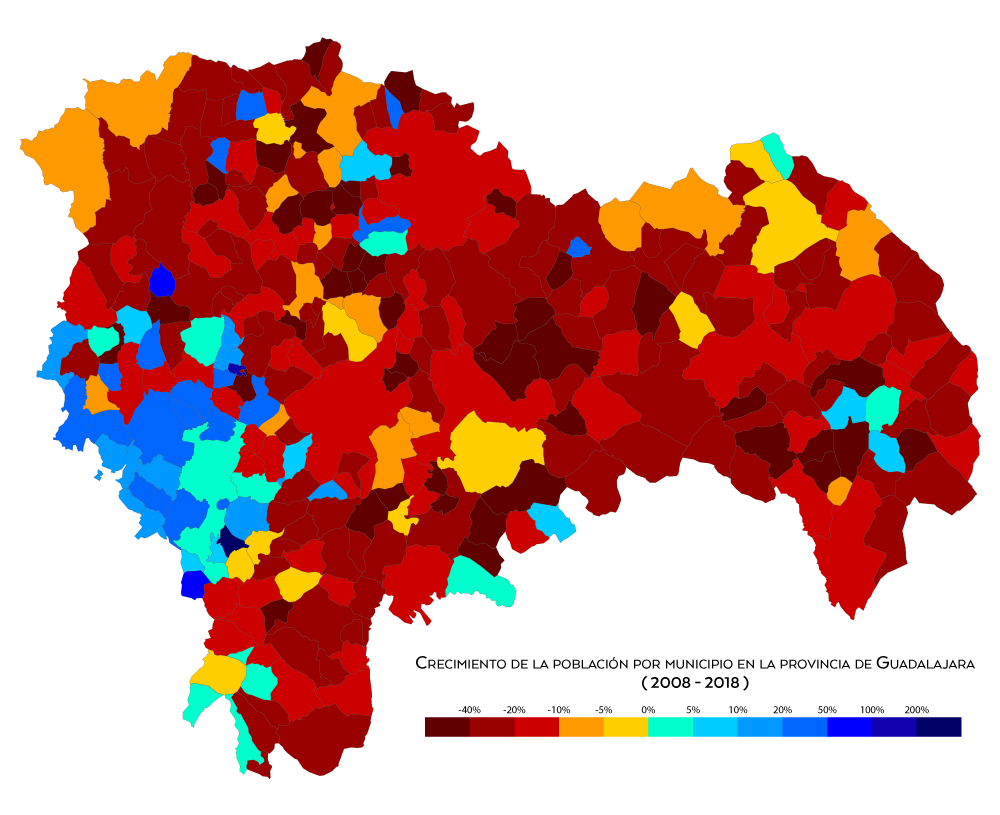
Crecimiento de la población por municipio entre 2008 y 2018,

La población de la provincia de Guadalajara ha ido aumentando sucesivamente en las últimas décadas. En los últimos años, sin embargo, se ha notado un ligero descenso de la población, en cierta parte por la crisis económica, la crisis demográfica y la emigración a ciudades más grandes.

## Población por sexo
A fecha de 2018, la provincia de Guadalajara contaba con 128 854 varones y 125 454 mujeres. Entre los ciudadanos españoles, en la provincia, 113 182 varones eran españoles y 110 119 mujeres españolas. En general, el número de varones de la provincia siempre se ha mantenido superior que el de mujeres.

## Movimientos de población

### Natalidad
La tasa bruta de natalidad en 2014 por cada mil habitantes es de 9,55, según los datos del INE. Además, el Hospital Universitario de Guadalajara, registró una cifra de 1.801 nacimientos en 2013.
La natalidad de la provincia de Guadalajara ha sido una de las más altas del país en los últimos años, con un rápido crecimiento de su población y con una población más joven que las de otras provincias de su entorno, sobre todo en la capital provincial y en zonas próximas a esta. 
Según los datos aportados por el Instituto Estadístico de Castilla-La Mancha, la tasa de natalidad más alta de toda España se encuentra en el municipio alcarreño de Cabanillas del Campo, donde dicha tasa se sitúa en 29,7‰, lo que tiene por consecuencia una población muy joven, concentrándose la mayor parte de la población entre los 0 y los 14 años y entre los 30 y los 40.

### Mortalidad
La tasa bruta de mortalidad en 2018 por cada mil habitantes es de 7,84, según los datos del INE.

### Población extranjera
En el año 2018, la provincia de Guadalajara presentaba un 12,2% de población extranjera, lo que supone un crecimiento interanual del 3,3%. Destaca el municipio de Torre del Burgo, donde el 88,8% de la población es de origen extranjero.
En cuanto a la procedencia de la población foránea por continentes, una mayoría procede de Europa, con un 53,4% del total de la población extranjera residente en la provincia, seguido por los llegados desde África, que representan un 23,6%, a continuación los procedentes de América, con un 18,7% sobre el total, y por último los inmigrantes asiáticos, que constituyen un 4,3%. Los apátridas y oriundos de Oceanía apenas suponen el 0,1%.